# Оргеевский уезд
Орге́евский (Орхейский) уе́зд (до 1828 года — цинут) — административная единица в Бессарабской области (с 1873 года — Бессарабской губернии) Российской империи (1828—1917), в Молдавской Демократической Республике (1917—1918), в губернаторстве Бессарабия Румынского королевства (1918—1940, 1941—1944), в Молдавской ССР Союза Советских Социалистических Республик (1940—1941, 1944—1949), а также Молдавии (1999—2002). Уездный город — Оргеев.

## История
В первое время после присоединения Бессарабии к Российской империи (1812—1818) сохранялось административно-территориальное деление, традиционно принятое в Молдавском княжестве. По данным Бессарабской переписи населения 1817 года, Оргеевский цинут состоял из 13 округов и включал в себя 311 населённых пункта, 24 556 мужских хозяйств, 1366 женских хозяйств.
«Устав образования Бессарабской области», утверждённый Александром I 28 апреля 1818 году, узаконил существование шести цинутов в Бессарабской области. Центром Оргеевского цинута был город Кишинёв.
«Учреждение для управления Бессарабской области» от 29 февраля 1828 года переименовало молдавские цинуты в уезды.
В 1836 году, после преобразования местечка Орхей в город Оргеев, уезд делится пополам с северо-запада на юго-восток. Северо-восточная половина стала собственно Оргеевским уездом с центром в городе Оргеев, оставшаяся половина стала новым Кишинёвским уездом.
В 1873 году Бессарабская область получает статус губернии с сохранением административно-территориального деления.
С 1918 года по 1940 год уезд являлся частью королевства Румыния, в 1938—1940 годах входил в состав цинута Нистру.
После оккупации в 1941 году МССР и вплоть до её освобождения в 1944 году Бельцкий уезд входил в состав губернаторства Бессарабия королевства Румыния.
С 1944 Оргеевский уезд находился в составе Молдавской ССР вплоть до упразднения уездного деления МССР 16 октября 1949 года. В составе МССР остался лишь Оргеевский район, составляющий лишь шестую часть уезда.
В 1999 году в независимой Молдавии была проведена административная реформа, в результате которой была образована территориальная единица «Оргеевский уезд» (Judeţul Orhei), включившая в себя Оргеевский, Резинский, Теленештский и Шолданештский районы Молдавии. Однако территориально уезд не полностью совпадал со «старым» Оргеевским уездом.
В 2002 году в Молдавии была проведена очередная административная реформа, упразднившая уездное деление.

## География
Уезд располагался в средней части Бессарабской губернии на правом берегу Днестра. Рельеф поверхности сильно расчленён долинами рек и оврагами, общий склон направлен к востоку и югу.

## Население
По состоянию на 1 января 1896 года, численность населения (без уездного города) составляла 226 369 человек (114 937 мужчин и 111 432 женщины): дворян 1496, духовного звания 841, почетных граждан и купцов 336, мещан 14 124, военного сословия 2815, крестьян 206 594, прочих сословий 163.
По данным переписи 1897 года в уезде (с городом) проживали 213 478 человек, родным языком указывали: молдавский и румынский — 166 218, еврейский — 26 680, малоруссский — 11 887, великорусский — 5668.
Конфессиональная принадлежность населения уезда:
| Вероисповедание              | Число жителей | Процентный состав |
| ---------------------------- | ------------- | ----------------- |
| Православие                  | 216 134       | 95,48 %           |
| Иудаизм                      | 8170          | 3,6 %             |
| Старообрядчество             | 1115          | 0,49 %            |
| Протестантизм                | 384           | 0,17 %            |
| Армяно-григорианская церковь | 175           | 0,08 %            |
| Католицизм                   | 168           | 0,07 %            |
| Ислам                        | 34            | 0,01 %            |
| Прочие                       | 189           | 0,08 %            |
| Всего:                       | 226 369       | 100 %             |

## Административное деление

### Российская империя (до 1918 года)
По состоянию на 1886 год — 1907 годы Оргеевский уезд состоял из 15 волостей:
| Волость | Волость              | Волостной центр | Численность населения |
| 01      | Бравичская волость   | Бравичи         | 5073                  |
| 02      | Гертопская волость   | Большой Хыртоп  | 7955                  |
| 03      | Изворская волость    | Изворы          | 5470                  |
| 04      | Исаковская волость   | Исаково         | 5300                  |
| 05      | Казанештская волость | Казанешты       | 6520                  |
| 06      | Киперченская волость | Киперчены       | 4947                  |
| 07      | Кобылкская волость   | Кобылка         | 9867                  |
| 08      | Криулянская волость  | Криуляны        | 6460                  |
| 09      | Резинская волость    | Резина          | 7185                  |
| 10      | Самашканская волость | Самашканы       | 7223                  |
| 11      | Сусленская волость   | Суслены         | 9100                  |
| 12      | Теленештская волость | Теленешты       | 12114                 |
| 13      | Тузорская волость    | Тузора          | 9886                  |
| 14      | Чеколтенская волость | Чокылтяны       | 8593                  |
| 15      | Чинишеуцкая волость  | Чинишеуцы       | 8676                  |

Начиная с 1911 года, в адрес-календарях появляется Пересечинская волость (волостной центр — Пересечино), выделенная из Кобылкской волости.

### Румынский период (1918—1940 и 1941—1944 годы)
В 1930 году территория Оргеевского уезда (жудеца) была разделена на четыре пласы: Бравича, Маскауцы, Резина и Чеколтены. Позже были образованы ещё две пласы: Криуляны и Оргеев.
В 1941 году административное деление изменилось: были образованы четыре пласы — Киперчены, Оргеев, Резина и Теленешты, а также в отдельные административные единицы выделены город Оргеев (Orașul Orhei) и город Резина (Orașul Rezina).

### Советский период (1940—1941 и 1944—1991 годы)
11 ноября 1940 года территория Оргеевского уезда была разделена на 8 районов: Бравичский, Киперченский, Криулянский, Оргеевский, Распопенский, Резинский, Сусленский и Теленештский.
16 октября 1949 года уездное деление Молдавской ССР было ликвидировано, все районы перешли в непосредственное республиканское подчинение.
В 1945—1950 годах на территории уезда активно действовала антисоветская подпольная организация Филимона Бодиу.

### Независимая Молдавия (с 1991 года)
В 1999 году в Молдавии была проведена административная реформа, в результате которой Оргеевский, Резенский, Теленештский и Шолданештский районы были объединены в Оргеевский уезд (жудец). Как можно увидеть, территория этого жудеца несколько меньше прежде существовавшего.
В 2002 году была проведена очередная реформа, отменившая уездное деление.

## Экономика
В состав населения входят царане, резеши, колонисты.
- Во владении сельских обществ 139 720 дес., в том числе пахотной 82 572 дес.; во владении частных лиц — 155 819 дес., в том числе пахотной 82 358 дес.; монастырям, городам и т. п. принадлежат 25 737 дес., в том числе пахотной 8826 дес.; под населенными местами, дорогами, реками, озёрами, оврагами и неудобной земли 57 057 дес.
- У сельских обществ в 1894 г. было под озимым посевом 22 740 дес., под яровым 39 255 дес., под паром 445 дес., под травами (кроме лугов) 1771 дес.
- Средний посев всех зерновых хлебов за 10 лет (1883—1892) 711 679 пд., средний сбор — 5 416 897 пд.; средний урожай за 10-летие зерновых хлебов сам — 7,6.
- Средний остаток зерновых хлебов, за вычетом на посев — 4 705 218 пд. На продовольствие населения требуется ежегодно 2 307 097 пд. хлеба; средний остаток зерновых хлебов, за удовлетворением потребности на посев и продовольствие — 2 398 121 пд. или 13,5 пуда на душу.
- Средний сбор картофеля за то же 10-летие был 159 177 пд., средний остаток, за вычетом на посев — 118 616 пд. или 0,1 пуда на душу. Средний урожай на 1 десятину пшеницы 17,2 четверика, ржи — 29,5 чтк., кукурузы — 51,2 чтк., ячменя — 30,2 чтк., овса — 47 чтк., яровой пшеницы — 12,6 чтк., льна — 8 чтк. Продовольственного капитала было к 1 января 1892 г. налицо 97 014 руб., в недоимках 166 475 руб. Натуральных запасов хлеба нет. В 1895 г. земских расходов было 188 755 руб., в том числе на земское управление 12 650 руб., народное образование 5625 руб., врачебную часть 44 873 руб. Под лесами в 1867 г. находилось 78 000 дес.; в настоящее время значительная часть лесов вырублена.
- Леса (дубовые, буковые, грабовые, большей частью смешанные) занимают возвышенные местности; главным образом на водоразделе между pp. Икелью и Чулуком, и тянутся с З на ЮВ, от Ясского уезда через Оргеев на Криуляны.
- Травосеяние в зачаточном состоянии; скотоводство развито слабо.
- После земледелия главные занятия населения — виноградарство, виноделие, плодоводство, табаководство. Виноградарством и виноделием занимаются преимущественно немцы-колонисты. Урожай винограда невысокий (не более 110 ведер с «погона», то есть 400 кустов лозы). Фруктовые сады повсеместно: сливы, яблони, груши, абрикосы (под ними 11 069 дес. земли).
- Много фруктосушилен; сушеные фрукты вывозятся во все внутренние губернии. Табачных плантаций в 1891 г. считалось 4326, в 1083 дес.; собрано табака 55 030 пд.
- Пчеловодство уменьшается с вырубкой лесов и распашкой лугов; в 1864 г. было 650 пасек, в 1891 г. — 440, с 10 118 ульями; собрано меда 1512 пуд., воска 314 пуд.
- Коневодство вовсе не развито; для полевых работ употребляют преимущественно рогатый скот серой украинской породы; из овец разводится, главным образом, местная цигайская порода, с длинной шерстью.
- Рубка леса и подвоз его в соседние безлесные уезды, местами кустарное производство колес, телег, саней, дуг и различной деревянной посуды; все эти изделия идут, главным образом, в Одессу.
- Мукомольных мельниц было в 1891 г. 38 паровых, 103 водяных, 453 конных и 740 ветряных; винокуренных заводов 3 (производство — 4 милл. градусов), фруктово-виноградно-водочный завод 1 (195 360 градусов), оптовых складов вина в уезде 6, распивочных 256. Кирпичных заводов 7, с производством на 12 375 руб. в год, гончарных заведений (кустарных) 222—14880 рублей, известковых заводов 6 — 6500 руб., маслобоен 17 — 738 руб., чугунолитейный завод 1 — 7000 рублей.
- Народных училищ мужских 9, женских 5, смешанных 22, с 2038 учащимися (1810 мальчиков и 228 девочек). Ежегодный расход на народное образование — 18 813 руб. На одну школу приходится, в среднем, 8 селений и 215 детей школьного возраста; в школах обучается около 1 % всего населения.
- 5 больниц (с 50 кроватями), 2 земских ветеринара и 2 фельдшера[1].